# Muncho Lake
Muncho Lake är en sjö i Kanada.   Den ligger i provinsen British Columbia, i den centrala delen av landet, 3 600 km väster om huvudstaden Ottawa. Muncho Lake ligger 819 meter över havet. Arean är 15,4 kvadratkilometer. Den sträcker sig 12,8 kilometer i nord-sydlig riktning, och 2,4 kilometer i öst-västlig riktning.
Trakten runt Muncho Lake är nära nog obefolkad, med mindre än två invånare per kvadratkilometer.